# Olga Máté
Olga Máté, nata Olga Mauthner, (Szigetvár, 1º gennaio 1878 – Budapest, 5 aprile 1961) è stata una fotografa ungherese.

## Biografia
Figlia di Lőrinc e di Hanna Spiege, sarta, la famiglia aveva altri quattro figli maschi ed una femmina, oltre ad Olga. Il padre, commerciante, lasciò la professione, quando si trasferì a Budapest ed aprì una sartoria. Il fratello Rezső divenne amico dell'architetto Lajos Kozma (1884-1948) mentre l'altra sorella Gizela sposò il pittore e scultore ungherese József Arpad Murmann (1889-1943).
Probabilmente iniziò ad approfondire la conoscenza fotografica a Budapest ma decise nel 1908 di andare in Germania per studiarla con Rudolf Dührkoop ad Amburgo, a Dresda con Hugo Erfurth e dopo con Nicola Perscheid a Berlino. Trascorse in Germania almeno due anni e già nel 2010 espose nella sua prima mostra pur evidenziando una chiara influenza dei suoi maestri. L'anno successivo espose a Londra al London Salon of Photography e nel 1914 le sue foto erano appese a New York.

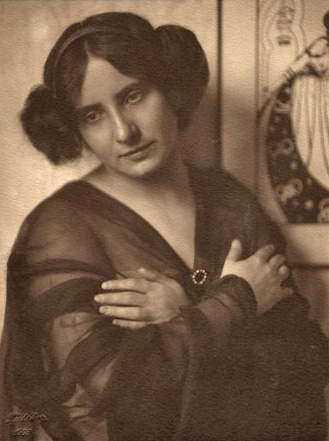
Ritratto di Rudolf Dührkoop nel 1908

Máté tornò a Budapest e nel 1911 aprì un proprio studio fotografico. Nonostante si sia occupata di paesaggi urbani, pubblicità, nudi, foto di bambini, la sua fama fu legata soprattutto alla ritrattistica tra cui spicca quello di Margit Kaffka. Collaborò, a partire dallo stesso anno, con la rivista "A Fény" (La Luce) nella quale pubblicavano anche altri fotografi tra cui Erzsi Gaiduschek, József Pécsi, Frigyes Widder. Nel 1911 sposò anche il vedovo con due figli Béla Zalai, un filosofo, la cui casa divenne il centro di dibattito culturale, anche se di lì a poco fu richiamato alle armi per la prima guerra mondiale e nel 1915 morì di tifo. Nella sua casa ebbero accesso intellettuali, scrittori, filosofi ed artisti che si allargò dopo la morte di Zalai, tra il 1915 e il 1918, diventando il Circolo della domenica (Sonntagskreis) cui parteciparono: Lajos Kozma, Noémi Ferenczy, Imre Kner, Béla Balázs, Paul Dienes, János Fogarasi, Arnold Hauser, Gyula Juhász, Dezső Kosztolányi, György Lukács, Anna Lesznai, Michael Polanyi, Charles de Tolnay, Karl Mannheim ed altri.
Nel 1913 fu invitata da Rosika Schwimmer a scattare fotografie alla "Settima conferenza dell'Alleanza internazionale per il suffragio femminile", dove Máté scattò molte fotografie e fu una sostenitrice e organizzatrice del movimento femminista ungherese.
Fu un periodo molto difficile in cui rimase da sola con i figli del marito e dovette aiutare sia il fratello che la sorella Gizela, periodo aggravato anche dalla fine dell'Impero austro-ungarico.
Nel 1918 ebbe tra i suoi allievi Ergy Landau. Fu la prima fotografa ungherese nel suo paese ad aver concepito la fotografia come professione e non più come passatempo amatoriale e fu alla pari con i colleghi uomini suoi contemporanei. Máté rappresentò anche una spinta per giovani ragazze a continuare nella professione in Ungheria.
Durante il periodo del Terrore bianco contro i comunisti del breve governo di Béla Kun, aiutò diverse persone a nascondersi e ad uscire dal paese, tra i quali György Lukács e Jenő Hamburger venendo peraltro incarcerata lei stessa.
Nel 1938 lasciò il proprio studio a Mariann Reismann. Dopo la guerra la sua vista iniziò a peggiorare, morì dimenticata nel 1961.

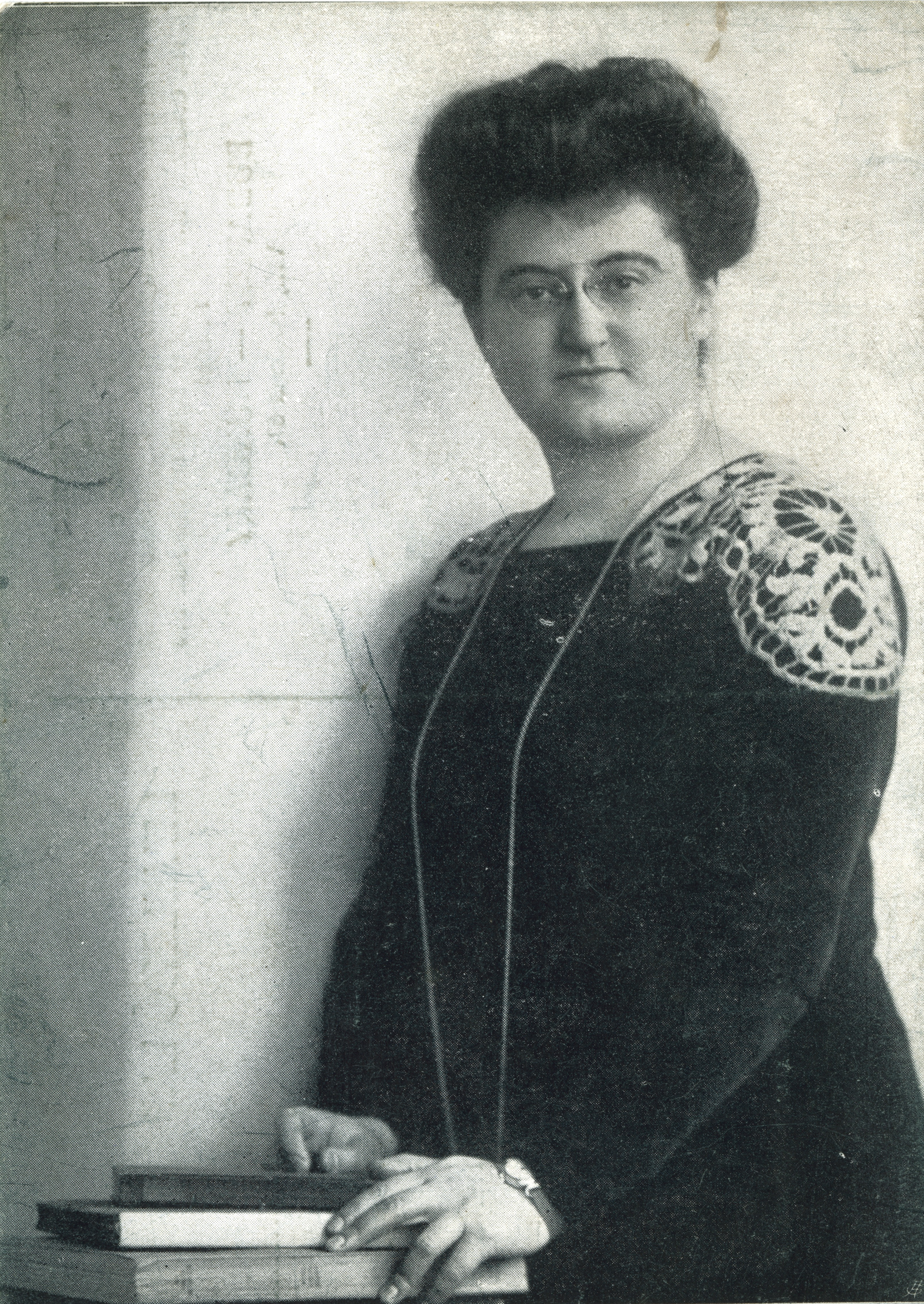
Ritratto di Rosika Schwimmer nel 1910

## Stile
Sul piano dello stile, rappresentò quelli che furono i canoni della moda predominante del pittorialismo, soprattutto nel ritratto con sfondi neutri, utilizzando dissolvenze, sfocature, contorni sfuggenti, in alcuni dei quali si respira un po' l'aria dell'Art Nouveau. Amò anche la naturalezza delle forme naturali del paesaggio.
Con le nuove tendenze della Nuova Oggettività, anche lei iniziò a fotografare in maniera diversa, usando luci forti, diagonali, contrasti netti, ritagli e sovrapposizioni, effetti astratti e nature morte in cui si vedono verdure, fiori, oggetti vari in cui anche le cose più ordinarie, grazie all'illuminzione diventano "altro", in un gioco di forme e chiaroscuri.

## Eredità
Nel 2006 Csilla E. Csorba, direttrice del Museo di Letteratura Petőfi, ha pubblicato il libro Máté Olga fotóművész (Olga Máté Fotografa) per la casa editrice "Helikon" di Budapest in cui ripercorre la vita e la storia di Olga Máté e del suo contributo alla fotografia. Il Museo ungherese della fotografia ha ospitato una mostra del suo lavoro nel 2007. Nel 2009, Csorba ha tenuto una mostra di lavori di fotografe ungheresi in tournée a New York e a Washington. Era la prima volta che molte delle opere degli artisti ungheresi venivano viste negli Stati Uniti. La Natura morta con uova e funghi (1920) di Máté è stata elogiata per aver saputo comunicare la bellezza attraverso gli oggetti di uso quotidiano.